# Dolina Huciańska (Dolina Chochołowska)

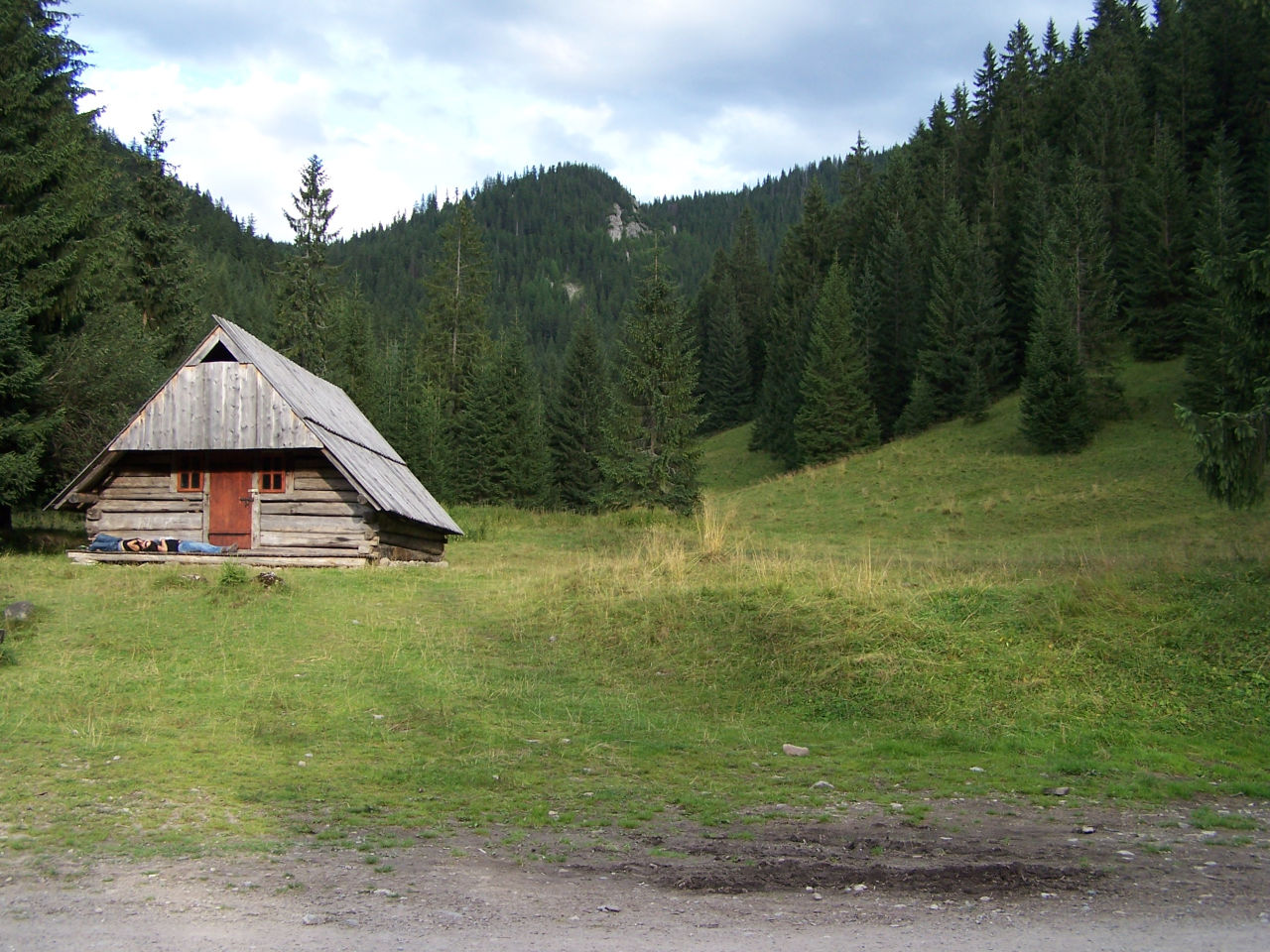
Dolna część doliny (polana Huciska)

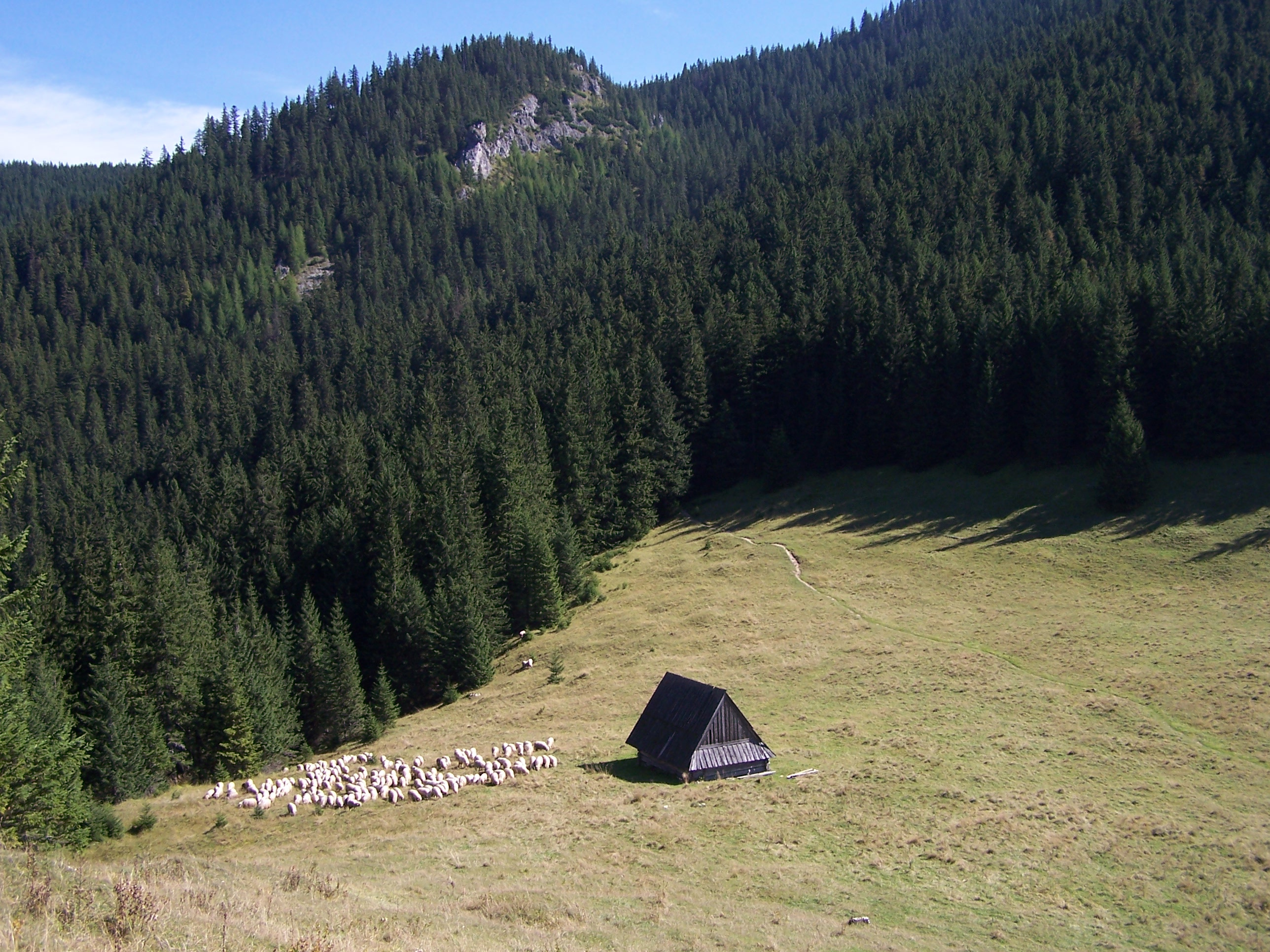
Górna część doliny – widok z polany Jamy

Dolina Huciańska – orograficznie prawe odgałęzienie Doliny Chochołowskiej. Nazwa pochodzi od znajdującej się u wylotu doliny polany Huciska.

## Topografia
Dolina wcięta jest pomiędzy zbocza reglowych wzniesień. Od północnej strony są to Klinowa Czuba (1276 m) i Wierch Kuca (1305 m), od wschodu Wierch Spalenisko (1324 m) i Mały Opalony Wierch (1448 m), od południa Spalona Czuba (1257 m) i Jamska Czuba (1108 m). Dolina ciągnie się przez polanę Huciska we wschodnim kierunku, w górnym końcu polany rozgałęziając się na dwie odnogi. Główny ciąg Doliny Huciańskiej skręca na północny wschód, zaś w południowo-wschodnim kierunku ciągnie się odnoga zwana Kamiennym Żlebem.

## Opis doliny
Dolina znajduje się na obszarze Tatrzańskiego Parku Narodowego, ale jest własnością nie jego, lecz Wspólnoty Leśnej Uprawnionych Ośmiu Wsi, która pod kontrolą TPN prowadzi w dolinie działalność gospodarczą (kulturowy wypas owiec i gospodarka leśna). Doliną spływa potok Huciańska Woda. Jego głównym dopływem jest Kamienny Potok spływający z Kamiennego Żlebu. Wzdłuż polany prowadzi droga gospodarcza. Dawniej na zboczach doliny (w Klinowej Czubie) znajdowały się kopalnie rud metali Huciańskie Banie.
Dolina nie jest udostępniona dla turystów. Dobrze widać ją z polany Jamy przy czarnym szlaku turystycznym (Ścieżka nad Reglami).